# Каваллы
Каваллы, или карангоиды (лат. Carangoides), — род морских лучепёрых рыб из семейства ставридовых. Максимальная длина тела представителей разных видов варьирует от 25 до 120 см. Распространены в тропических и субтропических водах Индийского и Тихого океанов. В состав рода включают 20 видов.

## Классификация
В состав рода включают 20 видов:
- Carangoides armatus (Rüppell, 1830) — Колючая кавалла
- Carangoides bajad (Forsskål, 1775) — Оранжевопятнистая кавалла, или садык (рыба)
- Carangoides bartholomaei (Cuvier, 1833)
- Carangoides chrysophrys (Cuvier, 1833) — Длиннорылая кавалла
- Carangoides ciliarius (Rüppell, 1830) — Длиннопёрая кавалла
- Carangoides coeruleopinnatus (Rüppell, 1830)
- Carangoides dinema Bleeker, 1851
- Carangoides equula (Temminck & Schlegel, 1844) — Белопёрая кавалла
- Carangoides ferdau (Forsskål, 1775) — Малощитковая кавалла, или полосатая кавалла, или кавалла Гильберта
- Carangoides fulvoguttatus (Forsskål, 1775) — Пятнистая кавалла, или тарум
- Carangoides gymnostethus (Cuvier, 1833) — Гологрудая кавалла, или круглоголовый каранкс
- Carangoides hedlandensis (Whitley, 1934)
- Carangoides humerosus (McCulloch, 1915)
- Carangoides malabaricus (Bloch & Schneider, 1801) — Малабарский каранкс, или малабарская кавалла
- Carangoides oblongus (Cuvier, 1833)
- Carangoides orthogrammus (D. S. Jordan & Gilbert, 1882) — Островная кавалла
- Carangoides otrynter (D. S. Jordan & Gilbert, 1883)
- Carangoides plagiotaenia Bleeker, 1857
- Carangoides praeustus (Anonymous [ E. T. Bennett ], 1830) — Бурая кавалла
- Carangoides talamparoides Bleeker, 1852